# Trio pour piano, violon et violoncelle (Suk)
Pour les articles homonymes, voir Trio pour piano, violon et violoncelle (homonymie).
Le Trio pour piano, violon et violoncelle est une composition de musique de chambre de Josef Suk. Composé en 1889 et maintes fois révisé, il est publié en 1906 dans sa forme définitive.

## Structure
1. Allegro
2. Andante
3. Vivace

- Durée d'exécution: dix sept minutes

## Source
- François-René Tranchefort (direction), Guide de la Musique de Chambre, Paris, Fayard, coll. « Les indispensables de la musique », 1998 (1re éd. 1989), VIII-995 p. (ISBN 2-213-02403-0, OCLC 717306887, BNF 35064530), p. 871